# Perouchtitsa (obchtina)
Perouchtitsa (bulgare : Перущица) est une obchtina de l'oblast de Plovdiv en Bulgarie.
L'obchtina de Perouchtitsa est composée de la seule ville de Perouchtitsa.